# Малави
Мала́ви (англ. Malawi, ньянджа Malaŵi /məˈlɔːwi, məˈlɑːwi, ˈmæləwi/), официальное название — Респу́блика Мала́ви (англ. Republic of Malawi; до 1964 года Нья́саленд, англ. Nyasaland) — государство в регионе Южная Африка (согласно иным классификациям, в регионе Восточная Африка или в Юго-Восточной Африке). На юге и юго-востоке граничит с Мозамбиком (длина границы — 1498 км), на западе — с Замбией (847 км), на севере — с Танзанией (512 км). На востоке граница с Мозамбиком и Танзанией проходит по озеру Ньяса.

## Этимология
В колониальный период страна носила сначала название Британская Центральная Африка, затем в 1907 году была переименована в «Ньясаленд» — «страна Ньяса» (от гидронима озера «Ньяса» и англ. land — «страна»). После провозглашения независимости в 1964 году страна получила название «Малави» — которое, с одной стороны, является другим названием озера Ньяса, а с другой — этнонимом, объединяющим группу бантуязычных народов.

## История

### Древние времена
Нижняя челюсть гоминина HCRP-U18-501 (=UR 501) из Ураха на севере Малави возрастом 2,3—2,5 млн л. н. может быть более тесно связана с австралопитеками, чем с Homo.
Фрагмент правого нижнего моляра HCRP-MR-1106 со дна озера Чивондо (Chiwondo) в Мвенирондо (Mwenirondo) на севере Малави датируется возрастом 2,52—2,33 млн л. н. (более широкая датировка — 2,7—1,8 млн л. н.).
В Малави обнаружены останки гоминидов и каменные орудия возрастом от миллиона лет.
Первые люди современного типа обитали в окрестностях озера Малави около 50-60 тыс. лет назад.
У образца I19529 из Хора 1 (около 16 тыс. л. н.) определили митохондриальную гаплогруппу L5b, связанную с Восточной Африкой, и Y-хромосомную гаплогруппу B2b, образца I19528 из Хора 1 (16 424—14 029 лет до настоящего времени) определили митохондриальную гаплогруппу L0d3/L0d3b и Y-хромосомную гаплогруппу B2b1a2.
У образца I2967 из Хора 1 (около 8,2 тыс. л. н.) определили митохондриальную гаплогруппу L0a2/L0a2b, характерную для современных центрально-африканских фуражиров (таких как мбути и ака).
Человеческие останки, датируемые около 8000 лет до н. э., по антропологическим характеристикам близки современному населению Африканского Рога.

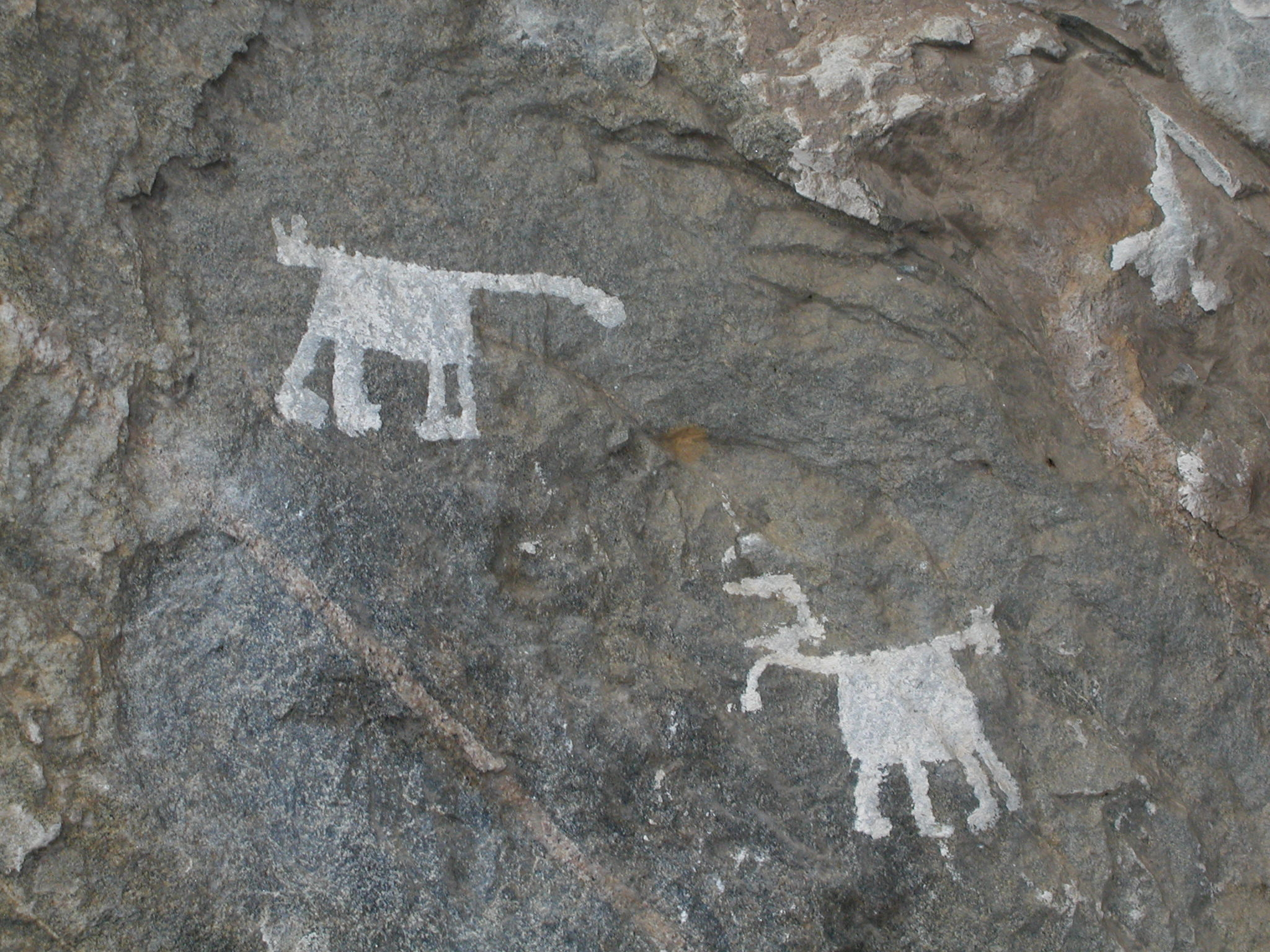
Наскальные рисунки Чонгони

У образца I11019 из Фингиры (6179—2341 лет до настоящего времени) определили митохондриальную гаплогруппу L0d1 и Y-хромосомную гаплогруппу B2.
Останки из другого места, датируемые около 1500 года до н. э., сходны с современными бушменами племён акафула или батва. По-видимому, носители именно этой культуры создали наскальные изображения к югу от Лилонгве в пещерах Ченчерере и Мфунзи. Позднее на территорию Малави мигрируют скотоводы-банту.
У образца I4426 из Фингиры (около 2,3 тыс. л. н.) определили митохондриальную гаплогруппу L0f/L0f3, связанную с Восточной Африкой.
Также на территории Малави обнаружены археологические памятники 250—1100 гг. н. э, классифицируемые как культуры Капени, Нкопе, Лонгве.

### Империя Малави
Население империи Малави умело обрабатывать железо. Название Малави означает «лучи света» и могло быть связано с ярким светом от множества кузнечных печей, работавших ночью. Династию основал народ амарави в конце XV века. Амарави, ныне известные как чева (слово, которое могло изначально означать «чужак»), мигрировали в Малави с территории современной Республики Конго, спасаясь от войн и болезней. Чева напали на народ акафула, живший небольшими семейными кланами и не имевший общей армии. Используя организованную систему разрушений, которая позднее использовалась в охоте на хищных животных, чева уничтожили народ акафула.
Со временем охватив большую часть современной территории Малави, а также части современных Мозамбика и Замбии, империя Малави начиналась с территории на юго-западных берегах озера Малави. Правителем империи в период её экспансии был Калонга (или Каронга), правивший из своей столицы в Манхамбе.

### Контакт с португальцами
До торговли с европейцами экономика империи Малави, где правила народность чева, в значительной мере зависела от земледелия, где преобладало производство проса и сорго. В те времена её территория достигала побережья современного Мозамбика.
Португальцы достигли этой территории через порт Тете в XVI веке и составили первые письменные отчёты о Малави. Именно они привезли сюда из Южной Америки кукурузу, которая вскоре вытеснила сорго в рационе жителей страны.
Через прибрежные территории народность чева получала от португальцев и арабов слоновую кость и железо в обмен на рабов, которые отправлялись на португальские плантации в Мозамбике или Бразилии. Торговле способствовал тот фактор, что язык народности чева был распространён во всей империи.

### Упадок
Империя начала приходить в упадок в начале XVIII века, когда войны между мелкими военачальниками и растущая работорговля ослабили центральную власть империи.

### Протекторат Великобритании

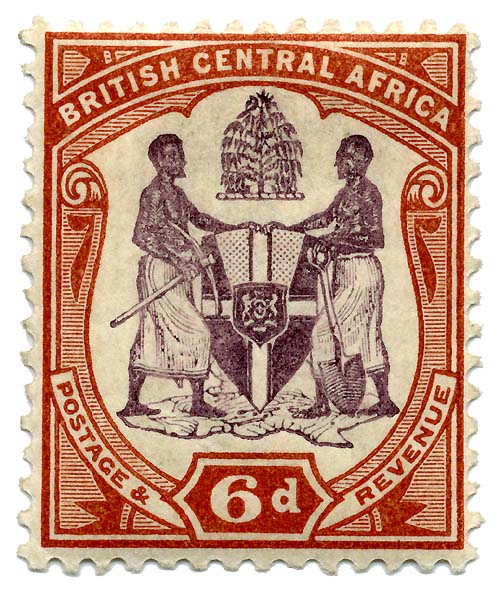
Марка Британской Центральной Африки 1897 года

В 1859 г. Малави посетил Давид Ливингстон. С середины XIX века началась британская колонизация территории нынешней Малави, в 1891 году создан протекторат Великобритании Британская Центральная Африка (British Central Africa), переименованный в 1907 году в Ньясаленд. Постоянно вспыхивали восстания, наиболее крупное произошло в 1915 году. В результате Великой депрессии 1929—1933 сильно сократилось производство чая и табака. В 1944 году создана первая политическая организация африканцев «Африканский Конгресс Ньясаленда». В 1959 году было введено чрезвычайное положение в стране и арестован лидер освободительного движения Хастингс Банда. В сентябре «Африканский Конгресс Ньясаленда» преобразован в «Партию конгресс Малави». В 1961 году была принята новая конституция, по которой африканцы впервые получили избирательное право. 1 февраля 1963 года Ньясаленд объявлен самоуправляющейся территорией.

### Независимость
6 июля 1964 года провозглашена независимость Малави. Главой государства стал Хастингс Банда. Официально был провозглашён курс неприсоединения, но реально Банда стал ориентироваться на Великобританию, Западную Германию, США. Малави была единственной страной на африканском континенте, которая официально имела дипломатические отношения с ЮАР во времена апартеида. Политика Банды вызвала недовольство многих политиков Малави, в том числе и его соратников. В ответ Банда обрушил на них репрессии. В октябре 1964 года были приняты поправки к конституции, которые наделяли Банду чрезвычайными полномочиями в обеспечении безопасности страны. В феврале 1965 года вспыхнуло вооружённое восстание, а в октябре 1967 года была предпринята попытка государственного переворота. 6 июля 1966 года Доминион Малави был упразднён, и провозглашена Республика Малави. Вскоре парламент объявил Банду пожизненным президентом. В последующие годы была создана система судов, которые могли выносить смертные приговоры. Банда стал диктатором. Оппозиция жестоко подавлялась, был установлен культ личности Банды. В начале 80-х годов на мировом рынке упали цены на чай и табак, что спровоцировало экономический кризис в стране. Позиции режима Банды были ослаблены. В начале 1990-х начались кровопролитные столкновения в Блантайре и Лилонгве. Началось формирование оппозиционных партий. 17 мая 1994 года были проведены многопартийные выборы, на которых победил Бакили Мулузи, кандидат «Объединённого демократического фронта». Хастингс Банда умер 25 ноября 1997 года в Йоханнесбурге в возрасте 99 (возможно, ему было 92 или 101) лет и был похоронен на родине.

## География

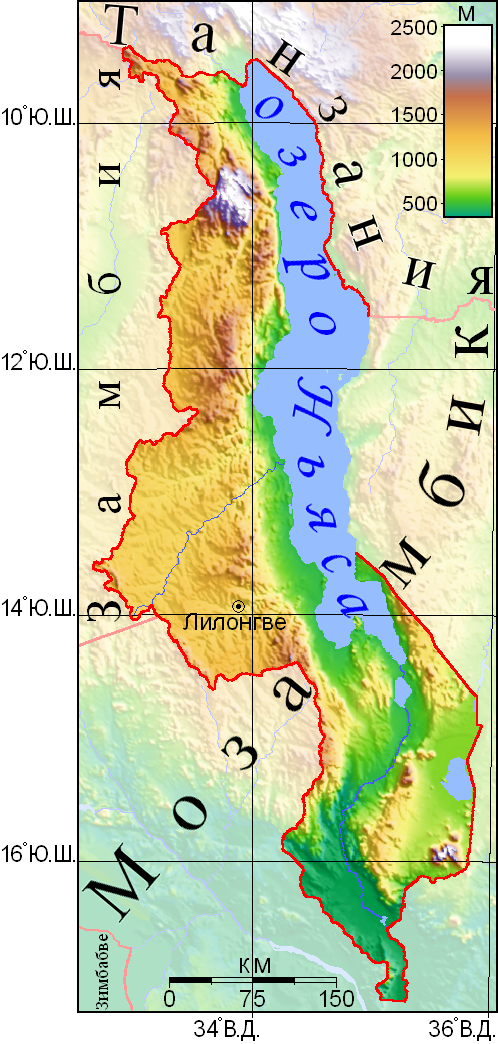
Рельеф Малави

Расположение Малави на окраине докембрийской Африканской платформы, разбитой на горсты и грабены, определяет преимущественно горный характер рельефа (плато Ньика и Шире, массив Муландже). Из полезных ископаемых имеются месторождения каменного угля, железных руд, бокситов.
Климат Малави экваториальный муссонный с дождливым летом (ноябрь — март) и сухой зимой. Средняя температура самого тёплого месяца (ноября) колеблется от 20 °C в горах до 27 °C на побережье озера Ньяса (Малави), самого холодного (июля) соответственно от 14 °C до 19 °C. На высоте более 2000 м температура иногда опускается ниже 0 °C, а вершины покрываются снегом. Осадков от 750—1000 мм в год в долинах до 2500 мм в горах.
Основу внутренней водной сети образует озеро Ньяса, протягивающееся по территории Малави на 560 км. Кроме Малави к озеру имеют выход Мозамбик и Танзания, но, если граница между Малави и Мозамбиком проходит по медианной линии озера, как это принято в мировой практике, то граница между Малави и Танзанией была установлена по соглашении между Британской и Германской империями в 1890 г. и проходит по берегу Танзании, лишая её выхода к озеру, что оспаривается танзанийской стороной. Из озера Ньяса вытекает судоходная река Шире (приток Замбези). Максимум стока — летом. Река Шире протекает через озеро Маломбе. На юго-востоке — крупное бессточное солоноватое озеро Чилва.
В северной части страны преобладают тропические сезонные влажные леса с выраженной высотной поясностью, на остальной территории — ксерофитные тропические леса, акациевая саванна с баобабами и парковая саванна с пальмами. В долинах рек распространены галерейные леса. В районах, лежащих выше 1500 м, — горные степи.
Типичный для саванн животный мир представлен слонами, буйволами, носорогами, антилопами, зебрами, жирафами, львами, леопардами, гепардами, шакалами, гиенами и др. Обилием многих крупных животных выделяются болотистые заросли озера Чилва. Озеро Ньяса богато рыбой, особенно тилапией.
Широко распространена муха цеце, являющаяся переносчиком возбудителя сонной болезни.

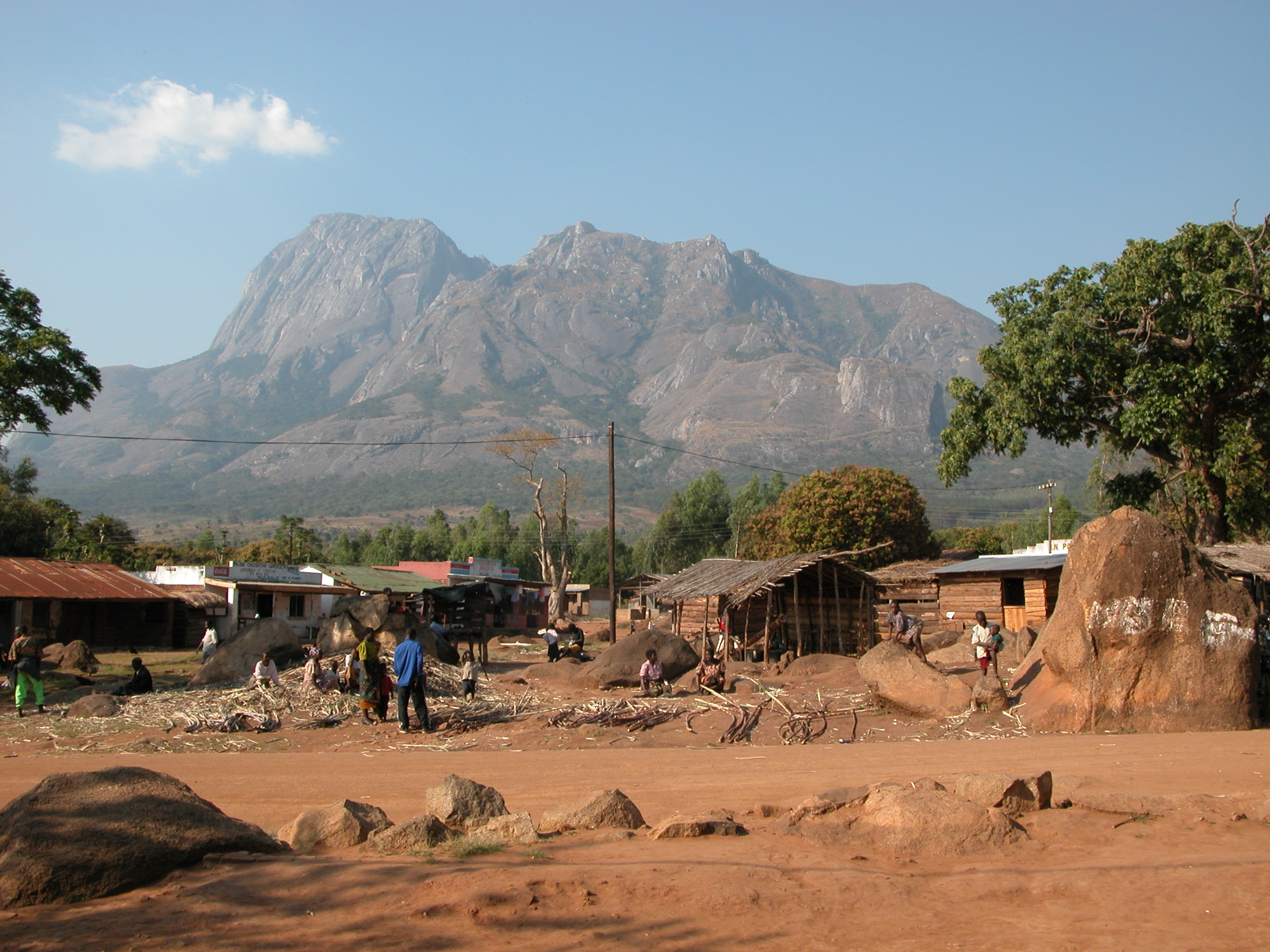
Пейзаж с видом на горы в одном из регионов Малави

## Политическое устройство
Согласно Economist Intelligence Unit страна в 2018 была классифицирована по индексу демократии как гибридный режим.

### Внутренняя политика
Малави — президентская республика. Президент избирается населением сроком на 5 лет.
Парламент — Национальное собрание. Состав — 193 депутата, избираются на 5 лет.
Основные политические партии (по итогам выборов в мае 2009 года):
- Демократическая прогрессивная партия (ДПП) — 114 депутатов
- Партия Конгресс Малави (МКП) — 26 депутатов
- Объединённый демократический фронт (УДФ) — 17 депутатов

В парламенте представлены ещё 4 партии (по 1 депутату) и 32 независимых депутата.

### Внешняя политика
Малави проводит политику неприсоединения. При режиме Хастингса Банды (с 1963 по 1994) поддерживала связи с ЮАР, Израилем. Остаётся территориальный спор с Танзанией. В 1980-е годы Малави размещала на своей территории антиправительственную мозамбикскую организацию «Мозамбикское национальное сопротивление».
СССР признал Малави в день провозглашения независимости 6 июля 1964. Россия установила дипломатические отношения с Малави 19 октября 1993 года.

## Население

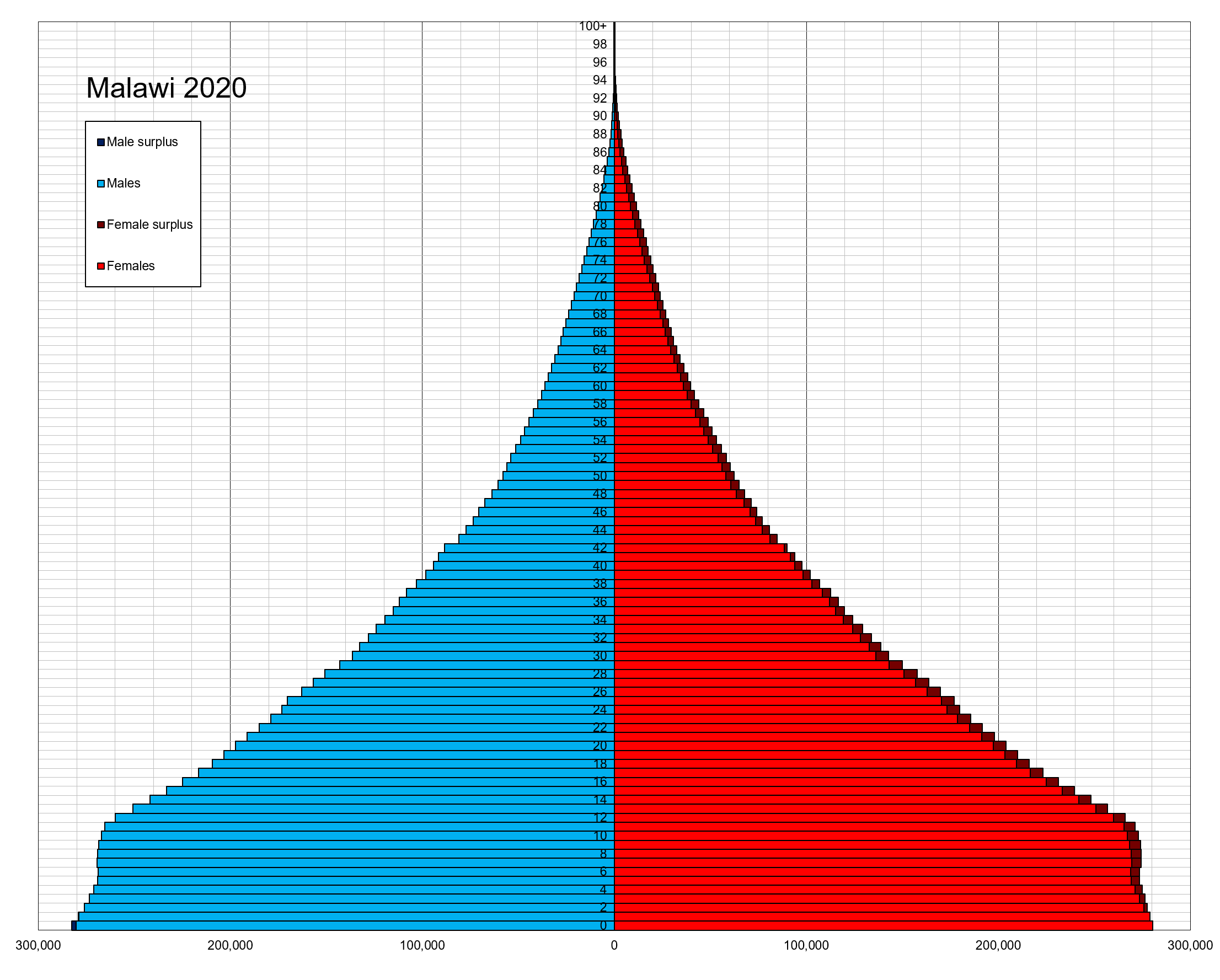
Возрастно-половая пирамида населения Малави на 2020 год

Численность населения — 16,7 млн (оценка 2013 г.).
Прирост населения — 2,8 %.
Рождаемость — 41,3 на 1000 (фертильность — 5,5 рождений на женщину).
Смертность — 13,7 на 1000 (младенческая смертность — 84 на 1000 рождённых).
Средняя продолжительность жизни — 55,1 года (2012). По данным ВОЗ Малави занимала последнее место в мире по данному показателю (источник). По данным того же источника, к 2016 году продолжительность жизни увеличилась и составила 64,2 года.
Заражённость вирусом иммунодефицита человека (ВИЧ) — 11,9 % (оценка 2007 года).
Этнический состав — группа племён малави (чева, ньянджа, тумбука, манганджа и др.) — около 60 %, макуа (ломве) — около 20 %, яо — 13 %, нгони (говорящие в основном на чиньянджа) — 5 %, нгонде (ньякуса) — 2 %, фипа — 1 %, в городах небольшое количество индийцев и англичан.
Официальный язык — английский. Национальный язык — чичева (чиньянджа), им владеет 57 % населения.
По религиозной принадлежности большинство населения Малави являются христианами. В опросе о демографии и здоровье (Demographic and Health Survey) 2015-16 годов указано 87 % христиан разных конфессий и 11,6 % мусульман, а в переписи населения и жилья (Population and Housing Census) 2018 года — 77,3 % христиан и 13,8 % мусульман. По более свежим данным 1,1 % относятся к традиционным верованиям, 5,6 % — к другим неавраамическим религиям, 2,1 % нерелигиозны. Крупнейшие направления христианства в стране — римский католицизм, Пресвитерианская церковь Центральной Африки (основанная в Малави в 1875 году) и баптизм. Христиане также представлены англиканами, адвентистами, прихожанами Ассамблей Бога. Действуют общины Патриаршего экзархата Африки. В 2014 году в Малави была учреждена Ассоциированная реформатская пресвитерианская церковь.
Грамотность — 76 % мужчин, 50 % женщин (оценка 2003 года).
Городское население — 19 %.

## Административное деление

Административное деление Малави

Малави делится на 28 округов, объединённых в три провинции: Северная провинция, Центральная провинция, Южная провинция.
| №                     | Округ      | Административный центр | Площадь, км² | Население, чел. (2008) | Плотность, чел./км² |
| --------------------- | ---------- | ---------------------- | ------------ | ---------------------- | ------------------- |
| Центральная провинция |            |                        |              |                        |                     |
| 1.                    | Дедза      | Дедза                  | 3 624        | 624 445                | 172,31              |
| 2.                    | Дова       | Дова                   | 3 041        | 558 470                | 183,65              |
| 3.                    | Касунгу    | Касунгу                | 7 878        | 627 467                | 79,65               |
| 4.                    | Лилонгве   | Лилонгве               | 6 159        | 1 905 282              | 309,35              |
| 5.                    | Мчинджи    | Мчинджи                | 3 356        | 456 516                | 136,03              |
| 6.                    | Нкота-Кота | Нкота-Кота             | 4 259        | 303 659                | 71,30               |
| 7.                    | Нчеу       | Нчеу                   | 3 424        | 471 589                | 137,73              |
| 8.                    | Нчиси      | Нчиси                  | 1 655        | 224 872                | 135,87              |
| 9.                    | Салима     | Салима                 | 2 196        | 337 895                | 153,87              |
| Северная провинция    |            |                        |              |                        |                     |
| 10.                   | Читипа     | Читипа                 | 4 288        | 178 904                | 41,72               |
| 11.                   | Каронга    | Каронга                | 3 355        | 269 890                | 80,44               |
| 12.                   | Ликома     | Ликома                 | 18           | 10 414                 | 578,56              |
| 13.                   | Мзимба     | Мзимба                 | 10 430       | 861 899                | 82,64               |
| 14.                   | Нката-Бей  | Нката-Бей              | 4 071        | 215 789                | 53,01               |
| 15.                   | Румпи      | Румпи                  | 4 769        | 172 034                | 36,07               |
| Южная провинция       |            |                        |              |                        |                     |
| 16.                   | Балака     | Балака                 | 2 193        | 317 324                | 144,70              |
| 17.                   | Блантайр   | Блантайр               | 2 012        | 1 001 984              | 498,00              |
| 18.                   | Чиквава    | Чиквава                | 4 755        | 434 648                | 91,41               |
| 19.                   | Чирадзулу  | Чирадзулу              | 767          | 288 546                | 376,20              |
| 20.                   | Мачинга    | Мачинга                | 3 771        | 490 579                | 130,09              |
| 21.                   | Мангоче    | Мангоче                | 6 273        | 797 061                | 127,06              |
| 22.                   | Муландже   | Муландже               | 2 056        | 521 391                | 253,59              |
| 23.                   | Мванза     | Мванза                 | 826          | 92 947                 | 112,53              |
| 24.                   | Нсандже    | Нсандже                | 1 942        | 238 103                | 122,61              |
| 25.                   | Тайоло     | Тайоло                 | 1 715        | 587 053                | 342,30              |
| 26.                   | Фаломбе    | Фаломбе                | 1 394        | 313 129                | 224,63              |
| 27.                   | Зомба      | Зомба                  | 2 580        | 667 953                | 258,90              |
| 28.                   | Нено       | Нено                   | 1 469        | 107 317                | 73,05               |
|                       | Всего      |                        | 94 276       | 13 077 160             | 138,71              |

## Экономика
Природные ресурсы — плодородные земли, гидроэнергетический потенциал, залежи урана, угля, бокситов (не разрабатываются).
Экономика Малави основана на сельском хозяйстве — 90 % работающих, 35 % ВВП и 90 % экспортных доходов. ВВП на душу населения — 253 долл. (183-е место в мире, на 2013 год, по данным МВФ). Ниже уровня бедности — более 50 % населения.
Культивируются табак, сахарный тростник, хлопчатник, чай, кукуруза, картофель, кассава (тапиока), сорго; разводят коров и коз.
Промышленность (20 % ВВП) — обработка табака, чая, сахара.

### Внешняя торговля
За 2016 год объём экспорта Малави составил 932 млн ам. долл, импорта — 1,13 млрд ам. долл. отрицательное сальдо внешней торговли ок. 198 млн ам. долл.
Экспорт — табак (59 %), золото, сахар, чай, бобовые и орехи, хлопок, кофе, арахис.
Основные покупатели — Бельгия 13 %, Германия 13 %, ОАЭ 9,5 %, США 8 %, Россия 7 %, ЮАР 6,2 %.
Импорт — продовольствие, нефтепродукты и химикаты, потребительские товары, машины и оборудование, в том числе — транспортные средства.
Основные поставщики — ЮАР 32 %, Китай 20 %, Индия 15 %.
Главным образом Россия из Малави закупает продовольственные товары и сельскохозяйственное сырьё, в 2016 году объём импорта составил 66 100 271 ам. долл., большая часть из которого приходится на табак (65 715 771 ам. долл, то есть 99 %).

## Культура
Традиционная культура Малави включает традиции проживающих на этой земле народов, в том числе плетение корзин и изготовление деревянных масок. Кухня Малави включает множество рыбных блюд, кашу из кукурузной муки ншима, салат из помидоров и лука качумбари; популярный напиток — тобва из ферментированной кукурузы, пшена или сорго.
Музыка Малави сочетает черты африканской, британской и американской музыки. Гимн Малави написал местный композитор Майкл-Фредрик Пол Саука. На берегах озера Малави проводится музыкальный фестиваль Озеро звёзд.
Международную известность получили писатель Стив Чимомбо и первая писательница страны Валидже Гондве.
Национальная библиотечная служба Малави управляет 15 библиотеками в стране, в том числе четырьмя в Лилонгве. Уровень образования низкий, многие дети школьного возраста не посещают учебные заведения.

### Объекты всемирного наследия, внесённые в список ЮНЕСКО

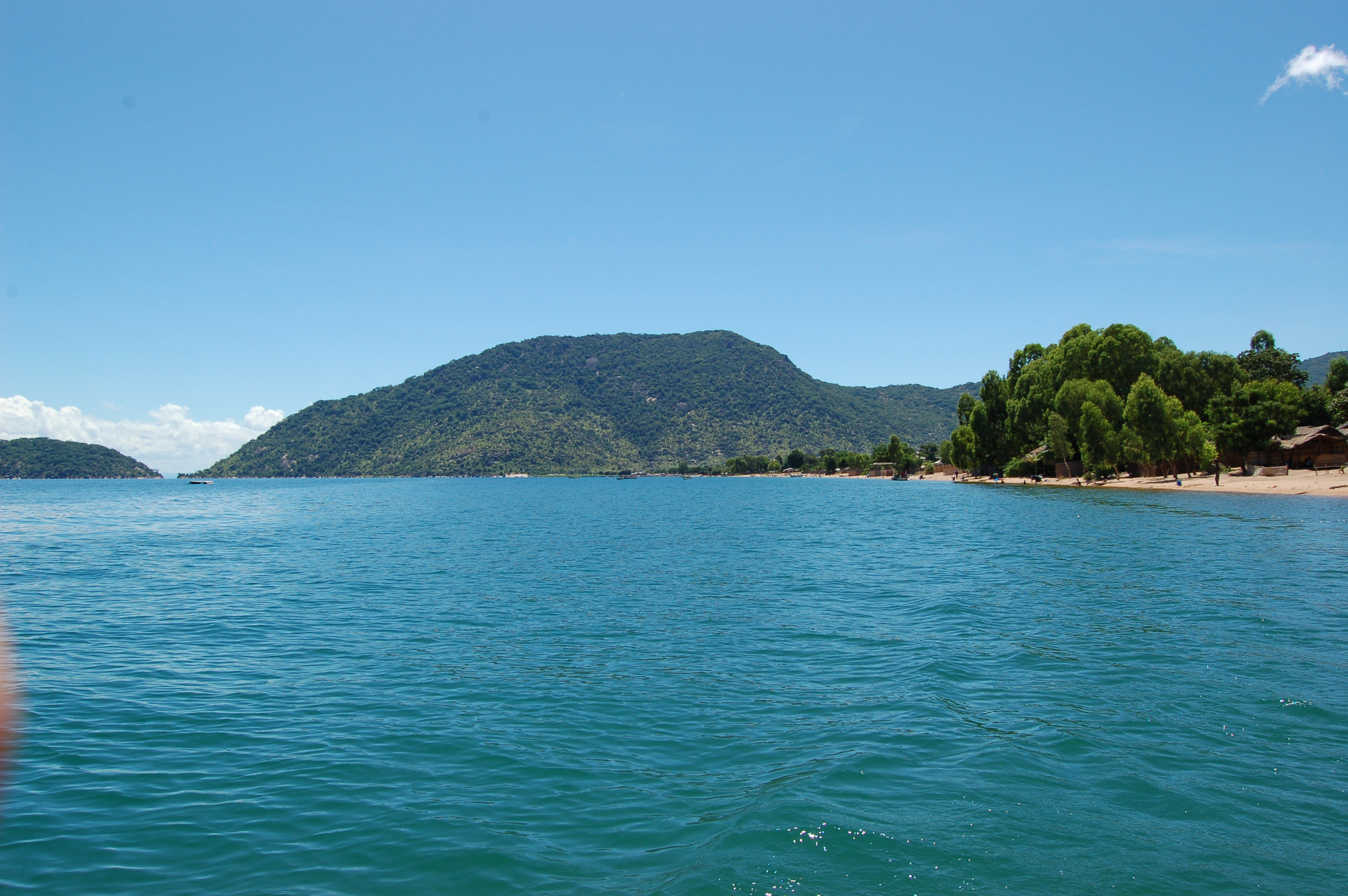
Национальный парк озера Ньяса

#### Наскальные рисунки Чонгони
Расположенный в окружении покрытых лесом гранитных холмов, занимающий территорию 126,4 км² на возвышенном плато в центре Малави, этот район выделяется во всей Центральной Африке наибольшей концентрацией наскальных изображений, которые распределены здесь по 127 участкам. Авторами некоторых из росписей Чонгони являлись охотники-собиратели ба-тва (пигмеи), которые населяли этот район, начиная с позднего каменного века. Другие рисунки выполнены занимавшимися сельским трудом людьми чева, чьи предки жили здесь с позднего железного века, и которые делали росписи на скалах вплоть до XX в. Символика наскальных изображений, тесно связанная с женским началом, все ещё имеет культурное значение для чева, в этих местах и поныне проводятся церемонии и ритуалы.

#### Национальный парк озера Ньяса
Парк «Озеро Ньяса» расположен на южной оконечности огромного озера Ньяса, окружённого горами и характеризующегося большими глубинами и чистой водой. Здесь обитают сотни видов рыб, и практически все они эндемичны. Уникальная ихтиофауна озера Ньяса (так же как и вьюрки Галапагосских островов) имеет большое значение с точки зрения изучения эволюции жизни на Земле.

## СМИ
Государственная телерадиокомпания — MBC (Malawi Broadcasting Corporation — «Малавийская радиовещательная корпорация»), включает в себя одноимённый телеканал и радиостанции MBC Radio 1 и MBC Radio 2.